# 1.ª Escuadra de Bombardeo en Picado
La 1.ª Escuadra de Bombardeo en Picado (Sturzkampfgeschwader 1 o StG 1) fue una unidad de bombardeo de Luftwaffe durante la Segunda Guerra Mundial. Fue formada en noviembre de 1939, y permaneció activa hasta octubre de 1943 cuando fue renombrada 1.ª Escuadra de Batalla (Schlachtgeschwader 1 o SG 1)

## Historia
Fue formada el 18 de noviembre de 1939 en Jüterbog a partir del Grupo de Estado Mayor/2ª Escuadra de Entrenamiento Operacional. El 18 de octubre de 1943 como el Grupo de Estado Mayor/1ª Escuadra de Asalto. Escuadra de Estado Mayor/1ª Escuadra de Bombardeo en Picado fue formada en junio de 1941, pero en agosto de 1943 como la 3ª Escuadra/76ª Escuadra de Caza Pesado. Los aviones que mayoritariamente empleaba fueron: Dornier Do 17P, Bf 110D, Ju 87B y Ju 87D.

## Comandantes de Escuadra
- Teniente coronel Eberhard Baier – (18 de noviembre de 1939 – 21 de junio de 1940)
- Teniente coronel Walter Hagen – (22 de junio de 1940 – 15 de marzo de 1943)
- Teniente coronel Gustav Pressler – (marzo de 1943 – 18 de octubre de 1943)

## Grupo de Estado Mayor (Stab)
Fue formado el 18 de noviembre de 1939 en Jüterbog, a partir del Grupo de Estado Mayor/2ª Escuadra de Desarrollo Operacional. El 18 de octubre de 1943 como el Grupo de Estado Mayor/1ª Escuadra de Asalto.

## Bases
| noviembre de 1939 – diciembre de 1939     | Jüterbog                | Ju 87B          |
| diciembre de 1939 – mayo de 1940          | Siegburgo               | Ju 87B y Ju 87R |
| mayo de 1940 – julio de 1940              | Francia*                | Ju 87R          |
| julio de 1940 – septiembre de 1940        | Angers                  | Ju 87R          |
| septiembre de 1940 – noviembre de 1940    | St. Pol                 | Ju 87R          |
| noviembre de 1940 – 22 de febrero de 1941 | Ostende                 | Ju 87R          |
| 22 de febrero de 1941 – marzo de 1941     | Trapani                 | Ju 87R          |
| marzo de 1941 – mayo de 1941              | Comiso                  | Ju 87R          |
| mayo de 1941 – junio de 1941              | Argos                   | Ju 87R          |
| junio de 1941 – julio de 1941             | Radczki                 | Ju 87R          |
| julio de 1941 – agosto de 1941            | Dubovo-Süd, Baranovicze | Ju 87R          |
| agosto de 1941 – septiembre de 1941       | Minsk, Dokudovo         | Ju 87R          |
| septiembre de 1941 – noviembre de 1941    | Schatalovka             | Ju 87R          |
| noviembre de 1941 – diciembre de 1941     | Juchnov                 | Ju 87R          |
| diciembre de 1941 – febrero de 1942       | Schväbisch Hall         | Ju 87R y Ju 87D |
| febrero de 1942 – marzo de 1942           | Gostkino                | Ju 87D          |
| marzo de 1942 – abril de 1943             | Gorodjets               | Ju 87D          |
| abril de 1943 – julio de 1943             | Oriol-Nord              | Ju 87D          |
| julio de 1943 – agosto de 1943            | Karatschev              | Ju 87D          |
| agosto de 1943 – septiembre de 1943       | Polozk, Gómel           | Ju 87D          |
| septiembre de 1943 – octubre de 1943      | Bobruisk                | Ju 87D          |

- varias bases fueron utilizadas.

## I Grupo
Fue formado el 1 de mayo de 1939 en Insterburgo, a partir del I Grupo/160ª Escuadra de Bombardeo en Picado. El 18 de octubre de 1943 como el I Grupo/1ª Escuadra de Asalto.

### Comandantes de Grupo
- Comandante Werner Rentsch – (1 de mayo de 1939 – 18 de octubre de 1939)
- Comandante Paul-Werner Hozzel – (18 de octubre de 1939 – diciembre de 1941)
- Capitán Bruno Dilley (suplente) – (diciembre de 1941)
- Capitán Helmut Sorge (suplente) – (diciembre de 1941 – 13 de enero de 1942)
- Capitán Helmut Krebs – (17 de junio de 1943 – 15 de julio de 1943)
- Comandante Horst Kaubisch – (15 de julio de 1943 – 18 de octubre de 1943)

Fue formado el 1 de mayo de 1939 en Insterburgo desde el I Grupo/160ª Escuadra de Bombardeo en Picado con:
- Grupo de Estado Mayor/I Grupo/1ª Escuadra de Bombardeo en Picado desde el Grupo de Estado Mayor/I Grupo/160ª Escuadra de Bombardeo en Picado
- 1ª Escuadra/1ª Escuadra de Bombardeo en Picado desde la 1ª Escuadra/160ª Escuadra de Bombardeo en Picado
- 2ª Escuadra/1ª Escuadra de Bombardeo en Picado desde la 2ª Escuadra/160ª Escuadra de Bombardeo en Picado
- 3ª Escuadra/1ª Escuadra de Bombardeo en Picado desde la 3ª Escuadra/160ª Escuadra de Bombardeo en Picado

El 13 de enero de 1942 es reasignado al II Grupo/3ª Escuadra de Bombardeo en Picado:
- Grupo de Estado Mayor/I Grupo/1ª Escuadra de Bombardeo en Picado como el Grupo de Estado Mayor/II Grupo/3ª Escuadra de Bombardeo en Picado
- 1ª Escuadra/1ª Escuadra de Bombardeo en Picado como la 4ª Escuadra/3ª Escuadra de Bombardeo en Picado
- 2ª Escuadra/1ª Escuadra de Bombardeo en Picado como la 5ª Escuadra/3ª Escuadra de Bombardeo en Picado
- 3ª Escuadra/1ª Escuadra de Bombardeo en Picado como la 6ª Escuadra/3ª Escuadra de Bombardeo en Picado

Reformada el 17 de junio de 1943 en Alemania desde el I Grupo/5ª Escuadra de Bombardeo en Picado con:
- Grupo de Estado Mayor/I Grupo/1ª Escuadra de Bombardeo en Picado desde el Grupo de Estado Mayor/I Grupo/5ª Escuadra de Bombardeo en Picado
- 1.ª Escuadra/1.ª Escuadra de Bombardeo en Picado desde la 1.ª Escuadra/5ª Escuadra de Bombardeo en Picado
- 2.ª Escuadra/1.ª Escuadra de Bombardeo en Picado desde la 2.ª Escuadra/5ª Escuadra de Bombardeo en Picado
- 3.ª Escuadra/1.ª Escuadra de Bombardeo en Picado desde la 3.ª Escuadra/5ª Escuadra de Bombardeo en Picado

El 18 de octubre de 1943 como el I Grupo/1ª Escuadra de Asalto.
- Grupo de Estado Mayor/I Grupo/1ª Escuadra de Bombardeo en Picado como el Grupo de Estado Mayor/I Grupo/1ª Escuadra de Asalto
- 1.ª Escuadra/1.ª Escuadra de Bombardeo en Picado como la 1.ª Escuadra/1ª Escuadra de Asalto
- 2.ª Escuadra/1.ª Escuadra de Bombardeo en Picado como la 2.ª Escuadra/1ª Escuadra de Asalto
- 3.ª Escuadra/1.ª Escuadra de Bombardeo en Picado como la 3.ª Escuadra/1ª Escuadra de Asalto

### Bases
| mayo de 1939 – agosto de 1939              | Insterburgo        | Ju 87B          |
| agosto de 1939 – 29 de septiembre de 1939  | Grieslienen*       | Ju 87B          |
| 29 de septiembre de 1939 – octubre de 1939 | Insterburgo        | Ju 87B          |
| octubre de 1939 – enero de 1940            | Colonia-Wahn       | Ju 87B          |
| enero de 1940 – marzo de 1940              | Coblenza-Karthause | Ju 87B          |
| marzo de 1940 – abril de 1940              | Delmenhorst        | Ju 87B y Ju 87R |
| abril de 1940 – 9 de abril de 1940         | Kiel-Holtenau      | Ju 87R          |
| 9 de abril de 1940 – 24 de abril de 1940   | Stavanger-Sola**   | Ju 87R          |
| 24 de abril de 1940 – 20 de junio de 1940  | Trondheim-Vaernes  | Ju 87R          |
| 20 de junio de 1940 – julio de 1940        | Évreux             | Ju 87R          |
| julio de 1940                              | Beauvais           | Ju 87R          |
| julio de 1940 – septiembre de 1940         | Angers             | Ju 87R          |
| septiembre de 1940 – noviembre de 1940     | St. Pol            | Ju 87R          |
| noviembre de 1940 – diciembre de 1940      | Bergen op Zoom     | Ju 87R          |
| diciembre de 1940 – enero de 1941          | Trapani            | Ju 87R          |
| enero de 1941                              | Elmas              | Ju 87R          |
| enero de 1941 – 13 de febrero de 1941      | Trapani            | Ju 87R          |
| 13 de febrero de 1941 – marzo de 1941      | Bir Dufan          | Ju 87R          |
| marzo de 1941                              | Tamet              | Ju 87R          |
| marzo de 1941 – abril de 1941              | En Nofilia         | Ju 87R          |
| abril de 1941 – 17 de abril de 1941        | Krainici           | Ju 87R          |
| 17 de abril de 1941 – mayo de 1941         | Ptolemais          | Ju 87R          |
| mayo de 1941 – 17 de junio de 1941         | Argos              | Ju 87R          |
| 17 de junio de 1941 – diciembre de 1941    | Derna              | Ju 87R          |
| diciembre de 1941 – 1 de enero de 1942     | Arco Philenorum    | Ju 87R          |
| 1 de enero de 1942 – 13 de enero de 1942   | Agedabia           | Ju 87R          |
| 17 de junio de 1943 – junio de 1943        | Kitzingen(?)       | Ju 87D          |
| junio de 1943 – julio de 1943              | Oriol              | Ju 87D          |
| julio de 1943 – agosto de 1943             | Karatchev          | Ju 87D          |
| agosto de 1943 – septiembre de 1943        | Smolensk           | Ju 87D          |
| septiembre de 1943 – octubre de 1943       | Maguilov           | Ju 87D          |

1*Krasne, Brzezno, Gorov y Oronsko fueron usados durante los movimientos en Polonia.

2**1ª Escuadra/1.ª Escuadra de Bombardeo en Picado en Oslo-Fornebu el 10 de abril de 1940.

## II Grupo
Fue formado el 9 de julio de 1940 en Pas-de-Calais, a partir del III Grupo/51ª Escuadra de Bombardeo en Picado.  El 18 de octubre de 1943 como el II Grupo/1ª Escuadra de Asalto.

### Comandantes de Grupo
- Capitán Anton Keil – (9 de julio de 1940 – 29 de agosto de 1941)
- Comandante Johann Zemsky – (1 de septiembre de 1941 – 12 de enero de 1942)
- Capitán Robert-Georg von Malapert-Neufville – (13 de enero de 1942 – 21 de mayo de 1942)
- Comandante Paul-Friedrich Darjes – (1 de marzo de 1942 – 29 de mayo de 1942)
- Capitán Robert-Georg von Malapert-Neufville – (29 de mayo de 1942 – agosto de 1942)
- Comandante Alfred Druschel – (agosto de 1942 – 9 de diciembre de 1942)
- Capitán Frank Neubert – (9 de diciembre de 1942 – agosto de 1943)
- Capitán Ernst Otto – (agosto de 1943 – 24 de septiembre de 1943)
- Capitán Heinz Frank – (24 de septiembre de 1943 – 18 de octubre de 1943)

Fue formado el 9 de julio de 1940 en Pas-de-Calais a partir del III Grupo/51ª Escuadra de Bombardeo en Picado con:
- Grupo de Estado Mayor/II Grupo/1ª Escuadra de Bombardeo en Picado desde el Grupo de Estado Mayor/III Grupo/51ª Escuadra de Bombardeo en Picado
- 4ª Escuadra/1ª Escuadra de Bombardeo en Picado desde la 7ª Escuadra/51ª Escuadra de Bombardeo en Picado
- 5ª Escuadra/1ª Escuadra de Bombardeo en Picado desde la 8ª Escuadra/51ª Escuadra de Bombardeo en Picado
- 6ª Escuadra/1ª Escuadra de Bombardeo en Picado desde la 9ª Escuadra/51ª Escuadra de Bombardeo en Picado

El 18 de octubre de 1943 como el II Grupo/1ª Escuadra de Asalto:
- Grupo de Estado Mayor/II Grupo/1ª Escuadra de Bombardeo en Picado como el Grupo de Estado Mayor/II Grupo/1ª Escuadra de Asalto
- 4ª Escuadra/1ª Escuadra de Bombardeo en Picado como la 4ª Escuadra/1ª Escuadra de Asalto
- 5ª Escuadra/1ª Escuadra de Bombardeo en Picado como la 5ª Escuadra/1ª Escuadra de Asalto
- 6ª Escuadra/1ª Escuadra de Bombardeo en Picado como la 6ª Escuadra/1ª Escuadra de Asalto

### Bases
| 9 de julio de 1940 – noviembre de 1940    | Pas-de-Calais             | Ju 87R          |
| noviembre de 1940 – 22 de febrero de 1941 | Ostende                   | Ju 87R          |
| 22 de febrero de 1941 – marzo de 1941     | Trapani                   | Ju 87R          |
| marzo de 1941 – mayo de 1941              | Comiso                    | Ju 87R          |
| mayo de 1941 – junio de 1941              | Argos                     | Ju 87R          |
| junio de 1941 – julio de 1941             | Radczki                   | Ju 87R          |
| julio de 1941 – agosto de 1941            | Dubovo-Süd, Baranovicze   | Ju 87R          |
| agosto de 1941 – septiembre de 1941       | Minsk, Dokudovo           | Ju 87R          |
| septiembre de 1941 – noviembre de 1941    | Schatalovka               | Ju 87R          |
| noviembre de 1941 – diciembre de 1941     | Juchnov                   | Ju 87R          |
| diciembre de 1941 – febrero de 1942       | Seschtschinskaya*         | Ju 87R y Ju 87D |
| febrero de 1942 – julio de 1942           | Jarkov                    | Ju 87D          |
| julio de 1942 – agosto de 1942            | Woltschansk               | Ju 87D          |
| agosto de 1942 – septiembre de 1942       | Gorlovka                  | Ju 87D          |
| septiembre de 1942 – octubre de 1942      | Oblivskaya                | Ju 87D          |
| octubre de 1942 – noviembre de 1942       | Karpovka-Waet             | Ju 87D          |
| noviembre de 1942 – diciembre de 1942     | Oblivskaya y Morosovskaya | Ju 87D          |
| diciembre de 1942 – enero de 1943         | Rostov                    | Ju 87D          |
| enero de 1943 – marzo de 1943             | Nikolayev**               | Ju 87D          |
| marzo de 1943 – julio de 1943             | Oriol                     | Ju 87D          |
| julio de 1943 – agosto de 1943            | Krasnovardeisk            | Ju 87D          |
| agosto de 1943 – septiembre de 1943       | Smolensk, Maguilov        | Ju 87D          |
| septiembre de 1943 – octubre de 1943      | Bobruisk                  | Ju 87D          |

1*6ª Escuadra/1.ª Escuadra de Bombardeo en Picado fue a Schwäbisch Hall en diciembre de 1941 – febrero de 1942.

2**Un destacamento operando en Dnjepropetrovsk-Süd el 20 de febrero de 1943 – marzo de 1943.

## III Grupo
Fue formado el 9 de julio de 1940 en Falaise, a partir del I Grupo (St)/186º Grupo de Transporte. El 18 de octubre de 1943 como el III Grupo/1ª Escuadra de Asalto.

### Comandantes de Grupo
- Capitán Helmut Mahlke – (9 de julio de 1940 – 19 de septiembre de 1941)
- Comandante Peter Grassmann – (19 de septiembre de 1941 – 1 de abril de 1943)
- Comandante Friedrich Lang – (1 de abril de 1943 – 18 de octubre de 1943)

Fue formado el 9 de julio de 1940 en Falaise, a partir del I Grupo (St)/186º Grupo de Transporte con:
- Grupo de Estado Mayor/III Grupo/1ª Escuadra de Bombardeo en Picado desde el Grupo de Estado Mayor/I Grupo (St)/186º Grupo de Transporte.
- 7ª Escuadra/1ª Escuadra de Bombardeo en Picado desde la 1ª Escuadra/186º Grupo de Transporte
- 8ª Escuadra/1ª Escuadra de Bombardeo en Picado desde la 2ª Escuadra/186º Grupo de Transporte
- 9ª Escuadra/1ª Escuadra de Bombardeo en Picado desde la 3ª Escuadra/186º Grupo de Transporte

El 18 de octubre de 1943 como el III Grupo/1ª Escuadra de Asalto:
- Grupo de Estado Mayor/III Grupo/1ª Escuadra de Bombardeo en Picado como el Grupo de Estado Mayor/III Grupo/1ª Escuadra de Asalto
- 7ª Escuadra/1ª Escuadra de Bombardeo en Picado como la 7ª Escuadra/1ª Escuadra de Asalto
- 8ª Escuadra/1ª Escuadra de Bombardeo en Picado como la 8º Esccuadra/1ª Escuadra de Asalto
- 9ª Escuadra/1ª Escuadra de Bombardeo en Picado como la 9ª Escuadra/1ª Escuadra de Asalto

### Bases
| julio de 1940 – septiembre de 1940         | Falaise                 | Ju 87R          |
| septiembre de 1940 – noviembre de 1940     | St. Pol                 | Ju 87R          |
| noviembre de 1940 – 22 de febrero de 1941  | Ostende                 | Ju 87R          |
| 22 de febrero de 1941 – marzo de 1941      | Trapani                 | Ju 87R          |
| marzo de 1941 – 10 de abril de 1941        | Comiso                  | Ju 87R          |
| 10 de abril de 1941 – 23 de mayo de 1941   | Derna*                  | Ju 87R]         |
| 23 de mayo de 1941 – junio de 1941         | Argos*                  | Ju 87R          |
| junio de 1941                              | Cottbus                 | Ju 87R          |
| junio de 1941 – julio de 1941              | Radczki                 | Ju 87R          |
| julio de 1941 – agosto de 1941             | Dubovo-Süd, Baranovicze | Ju 87R          |
| agosto de 1941 – septiembre de 1941        | Minsk, Dokudovo         | Ju 87R          |
| septiembre de 1941 – noviembre de 1941     | Schatalovka             | Ju 87R          |
| noviembre de 1941 – 6 de diciembre de 1941 | Oriol, Juchnov          | Ju 87R          |
| 6 de diciembre de 1941 – febrero de 1942   | Schweinfurt             | Ju 87R y Ju 87D |
| febrero de 1942 – marzo de 1942            | Gostkino                | Ju 87D          |
| marzo de 1942 – junio de 1942              | Gorodjets               | Ju 87D          |
| junio de 1942 – septiembre de 1942         | Oriol                   | Ju 87D          |
| septiembre de 1942                         | Gorodjets               | Ju 87D          |
| septiembre de 1942 – diciembre de 1942     | Krasnovardeisk          | Ju 87D          |
| diciembre de 1942 – enero de 1943          | Gorodjets               | Ju 87D          |
| enero de 1943 – julio de 1943              | Oriol                   | Ju 87D          |
| julio de 1943 – agosto de 1943             | Karatschev              | Ju 87D          |
| agosto de 1943 – septiembre de 1943        | Polozk, Gómel           | Ju 87D          |
| septiembre de 1943 – octubre de 1943       | Bobruisk                | Ju 87D          |

- 9.ª Escuadra/1.ª Escuadra de Bombardeo en Picado permaneció en Comiso hasta junio de 1941, cuando es trasladada a Cottbus.

## Escuadra de Entrenamiento Avanzado
Fue formada el 8 de diciembre de 1940 en Schaffen-Diest como Escuadra de Entrenamiento Avanzado/1.ª Escuadra de Bombardeo en Picado. En mayo de 1943 como el I Grupo/151ª Escuadra de Bombardeo en Picado.

### Comandantes de Grupo
- Capitán Lothar Schimitschek – (22 de diciembre de 1940 – enero de 1942)
- Capitán Karl Schrepfer – (mayo de 1943 – 16 de mayo de 1943)

En 1942 es incrementado como Grupo, ahora con:
- Grupo de Estado Mayor/1ª Escuadra de Bombardeo en Picado del Grupo de Entrenamiento Avanzado
- 1ª Escuadra/1ª Escuadra de Bombardeo en Picado del Grupo de Entrenamiento Avanzado
- 2ª Escuadra/1ª Escuadra de Bombardeo en Picado del Grupo de Entrenamiento Avanzado

En mayo de 1943 como el I Grupo/151ª Escuadra de Bombardeo en Picado:
- Grupo de Estado Mayor/ 1ª Escuadra de Bombardeo en Picado del Grupo de Entrenamiento Avanzado como el Grupo de Estado Mayor/I Grupo/151ª Escuadra de Bombardeo en Picado
- 1ª Escuadra/1ª Escuadra de Bombardeo en Picado del Grupo de Entrenamiento Avanzado como la 1ª Escuadra/151ª Escuadra de Bombardeo en Picado
- 2ª Escuadra/1ª Escuadra de Bombardeo en Picado del Grupo de Entrenamiento Avanzado como la 2ª Escuadra/151ª Escuadra de Bombardeo en Picado

### Bases
| 8 de diciembre de 1940 – junio de 1941 | Schaffen-Diest | Ju 87B y Ju 87R |
| junio de 1941 – enero de 1942          | Neukuhren      | Ju 87R          |
| enero de 1942 – octubre de 1942        | Schweinfurt    | Ju 87R y Ju 87D |
| octubre de 1942 – 16 de mayo de 1943   | Nantes         | Ju 87R y Ju 87D |

## Escuadra cazacarros
Formada el 17 de junio de 1943 en Orscha desde la 1ª Escuadra/Comando de Instrucción Para Combates Blindados. El 18 de octubre de 1943 como la 10.ª Escuadra/77ª Escuadra de Asalto.

### Bases
| junio de 1943 – octubre de 1943 | Orscha | Ju 87G |

## Comando de Entrenamiento de Planeadores de Transporte
Formada el 23 de abril de 1943 en Wertheim con 2 Ju 87 y 21 planeadores DFS 230. El 22 de mayo de 1943 como Escuadra de Planeadores de Entrenamiento para Asociaciones Stuka (junto con el Batallón de Planeadores de Entrenamiento/77ª Escuadra de Bombardeo en Picado).

### Bases
| abril de 1943 – mayo de 1943 | Wertheim | Ju 87 y DFS 230 |